# Yanina Wickmayer
Yanine Wickmayer (ur. 20 października 1989 w Lier) – belgijska tenisistka.

## Kariera tenisowa
Jest tenisistką praworęczną z oburęcznym backhandem. Jest jedną z najwyżej klasyfikowanych belgijskich tenisistek w rankingu WTA. Ma na swoim koncie czternaście zwycięstw singlowych i siedemnaście deblowych w zawodach ITF. Od 2007 roku jest reprezentantką Belgii w Pucharze Billie Jean King. Do jej największych sukcesów w Pucharze Federacji należy zwycięstwo z Ukrainką Aloną Bondarenko. Swój debiut w turnieju wielkoszlemowym odnotowała w 2008 roku podczas French Open, gdzie przegrała już w pierwszej rundzie. Najlepszy wynik w turnieju Wielkiego Szlema odniosła w 2009 roku podczas US Open, gdy doszła do półfinału, w którym uległa Caroline Wozniacki 6:3, 6:3
Pierwsze zwycięstwo w cyklu WTA Tour odniosła podczas turnieju Estoril Open 2009, pokonując w finale Rosjankę Jekaterinę Makarową 7:5, 6:2. Drugi wygrany turniej rangi WTA Tour miał miejsce w tym samym roku w Linz. Natomiast kolejny triumf odniosła na początku 2010 roku w ASB Classic, gdzie w finale pokonała wyżej notowaną Flavię Pennettę.
W końcu sezonu 2009 została ukarana przez własną federację roczną dyskwalifikacją za unikanie kontroli antydopingowej. Z pozwem przeciw temu orzeczeniu zwróciła się do belgijskiego sądu, który zawiesił wykonanie nałożonej kary do momentu rozpoznania skargi.
Na czwarty triumf Belgijka czekała do września 2015 roku, wygrywając turniej w Tokio, w finale którego pokonała Magdę Linette.

## Historia występów wielkoszlemowych
Legenda
     W, wygrany turniej
     F, przegrana w finale
     SF, przegrana w półfinale
     QF, przegrana w ćwierćfinale
     xR, przegrana w x rundzie
     Qx, przegrana w x rundzie kwalifikacji
     A, brak startu
     NH, turniej nie odbył się

### Występy w grze pojedynczej
| Australian Open        | A   | A   | Q2 | 1R | 4R | 2R | 1R | 3R | 2R | 4R | 1R | 1R  | Q2  | Q1  | Q2  | A   | A   | A  | 1R  | A  | 0 / 10 | 10 – 10 |  |  |  |  |
| French Open            | A   | A   | 1R | 2R | 3R | 3R | 1R | 1R | 2R | 1R | 3R | 1R  | 1R  | Q1  | Q1  | A   | A   | Q2 | A   | 1R | 0 / 12 | 8 – 12  |  |  |  |  |
| Wimbledon              | A   | A   | 1R | 1R | 3R | 4R | 3R | 1R | 2R | 1R | 1R | 2R  | 3R  | 2R  | NH  | A   | 2R  | 1R | A   | 1R | 0 / 15 | 13 – 15 |  |  |  |  |
| US Open                | A   | A   | 1R | SF | 4R | 2R | 2R | 1R | 1R | 2R | 1R | 2R  | 1R  | Q2  | 1R  | A   | Q2  | 2R | A   |    | 0 / 13 | 13 – 13 |  |  |  |  |
|                        |     |     |    |    |    |    |    |    |    |    |    |     |     |     |     |     |     |    |     |    |        |         |  |  |  |  |
| Ranking na koniec roku | 534 | 221 | 69 | 16 | 23 | 26 | 23 | 59 | 67 | 49 | 52 | 112 | 113 | 152 | 165 | 339 | 328 | 74 | 756 |    | 0 / 50 | 44 – 50 |  |  |  |  |

### Występy w grze podwójnej
| Australian Open        | A   | A   | A   | 1R | 2R  | 1R  | A    | 2R  | 1R  | 1R  | 1R  | 1R  | A   | A  | A  | A   | A   | A  | 1R  | A  | 0 / 9  | 2 – 9   |  |  |  |  |  |
| French Open            | A   | A   | 1R  | 1R | A   | A   | 1R   | A   | 1R  | 1R  | 1R  | 2R  | A   | A  | 1R | A   | A   | A  | A   | QF | 0 / 9  | 4 – 9   |  |  |  |  |  |
| Wimbledon              | A   | A   | A   | 2R | 1R  | A   | 1R   | 2R  | 1R  | A   | 2R  | A   | A   | A  | NH | A   | 1R  | A  | A   | 1R | 0 / 8  | 4 – 8   |  |  |  |  |  |
| US Open                | A   | A   | 1R  | 1R | 1R  | A   | A    | 1R  | 1R  | A   | 1R  | A   | A   | A  | A  | A   | 1R  | 2R | A   |    | 0 / 8  | 1 – 8   |  |  |  |  |  |
|                        |     |     |     |    |     |     |      |     |     |     |     |     |     |    |    |     |     |    |     |    |        |         |  |  |  |  |  |
| Ranking na koniec roku | 363 | 145 | 149 | 89 | 168 | 183 | 1123 | 122 | 207 | 902 | 139 | 142 | 142 | 94 | 99 | 310 | 154 | 71 | 434 |    | 0 / 34 | 11 – 34 |  |  |  |  |  |

### Występy w grze mieszanej
| Australian Open | A | A | A | A | A  | A | A | A | A | A | A | A | A | A | A  | A | A | A | A | A | 0 / 0 | 0 – 0 |  |  |  |  |  |
| French Open     | A | A | A | A | A  | A | A | A | A | A | A | A | A | A | NH | A | A | A | A | A | 0 / 0 | 0 – 0 |  |  |  |  |  |
| Wimbledon       | A | A | A | A | 1R | A | A | A | A | A | A | A | A | A | NH | A | A | A | A | A | 0 / 1 | 0 – 1 |  |  |  |  |  |
| US Open         | A | A | A | A | A  | A | A | A | A | A | A | A | A | A | NH | A | A | A | A |   | 0 / 0 | 0 – 0 |  |  |  |  |  |
|                 |   |   |   |   |    |   |   |   |   |   |   |   |   |   |    |   |   |   |   |   |       |       |  |  |  |  |  |
|                 |   |   |   |   |    |   |   |   |   |   |   |   |   |   |    |   |   |   |   |   | 0 / 1 | 0 – 1 |  |  |  |  |  |

## Finały turniejów WTA
| Legenda                     | Legenda |
| --------------------------- | ------- |
| Wielki Szlem                |         |
| Igrzyska olimpijskie        |         |
| WTA Tour Championships      |         |
| 1988 – 2008                 |         |
| Kategoria I                 |         |
| Kategoria II                |         |
| Kategoria III               |         |
| Kategoria IV                |         |
| Kategoria V                 |         |
| 2009 – 2020                 |         |
| WTA Premier Mandatory       |         |
| WTA Premier 5               |         |
| WTA Premier                 |         |
| WTA International Series    |         |
| WTA 125K series (2012–2020) |         |
| od 2021                     |         |
| WTA 1000 (obowiązkowe)      |         |
| WTA 1000 (nieobowiązkowe)   |         |
| WTA 500                     |         |
| WTA 250                     |         |
| WTA 125                     |         |

### Gra pojedyncza 11 (5–6)
| Końcowy wynik | Nr | Data                 | Turniej          | Nawierzchnia  | Przeciwniczka        | Wynik finału        |
| ------------- | -- | -------------------- | ---------------- | ------------- | -------------------- | ------------------- |
| Finalistka    | 1. | 9 czerwca 2008       | Birmingham       | Trawiasta     | Kateryna Bondarenko  | 6:7(7), 6:3, 6:7(4) |
| Zwyciężczyni  | 1. | 8 maja 2009          | Estoril          | Ceglana       | Jekatierina Makarowa | 7:5, 6:2            |
| Finalistka    | 2. | 20 czerwca 2009      | ’s-Hertogenbosch | Trawiasta     | Tamarine Tanasugarn  | 3:6, 5:7            |
| Zwyciężczyni  | 2. | 18 października 2009 | Linz             | Twarda (hala) | Petra Kvitová        | 6:3, 6:4            |
| Zwyciężczyni  | 3. | 9 stycznia 2010      | Auckland         | Twarda        | Flavia Pennetta      | 6:3, 6:2            |
| Finalistka    | 3. | 8 stycznia 2011      | Auckland         | Twarda        | Gréta Arn            | 3:6, 3:6            |
| Finalistka    | 4. | 15 stycznia 2012     | Hobart           | Twarda        | Mona Barthel         | 1:6, 2:6            |
| Finalistka    | 5. | 17 czerwca 2012      | Bad Gastein      | Ceglana       | Alizé Cornet         | 5:7, 6:7(1)         |
| Finalistka    | 6. | 5 stycznia 2013      | Auckland         | Twarda        | Agnieszka Radwańska  | 4:6, 4:6            |
| Zwyciężczyni  | 4. | 20 września 2015     | Tokio            | Twarda        | Magda Linette        | 4:6, 6:3, 6:3       |
| Zwyciężczyni  | 5. | 24 lipca 2016        | Waszyngton       | Twarda        | Lauren Davis         | 6:4, 6:2            |

### Gra podwójna 6 (4–2)
| Końcowy wynik | Nr | Data                 | Turniej          | Nawierzchnia  | Partnerka           | Przeciwniczki                      | Wynik finału    |
| ------------- | -- | -------------------- | ---------------- | ------------- | ------------------- | ---------------------------------- | --------------- |
| Finalistka    | 1. | 19 czerwca 2009      | ’s-Hertogenbosch | Trawiasta     | Michaëlla Krajicek  | Sara Errani Flavia Pennetta        | 4:6, 7:5, 11–13 |
| Zwyciężczyni  | 1. | 20 października 2013 | Luksemburg       | Twarda (hala) | Stephanie Vogt      | Kristina Barrois Laura Thorpe      | 7:6(2), 6:4     |
| Zwyciężczyni  | 2. | 23 lipca 2016        | Waszyngton       | Twarda        | Monica Niculescu    | Shūko Aoyama Risa Ozaki            | 6:4, 6:3        |
| Finalistka    | 2. | 15 września 2019     | Zhengzhou        | Twarda        | Tamara Zidanšek     | Nicole Melichar Květa Peschke      | 1:6, 6:7(2)     |
| Zwyciężczyni  | 3. | 25 września 2022     | Seul             | Twarda        | Kristina Mladenovic | Asia Muhammad Sabrina Santamaria   | 6:3, 6:2        |
| Zwyciężczyni  | 4. | 30 lipca 2023        | Warszawa         | Twarda        | Heather Watson      | Weronika Falkowska Katarzyna Piter | 6:4, 6:4        |

## Finały turniejów WTA 125K series

### Gra pojedyncza 2 (1–1)
| Końcowy wynik | Nr | Data              | Turniej  | Nawierzchnia    | Przeciwniczka       | Wynik finału |
| ------------- | -- | ----------------- | -------- | --------------- | ------------------- | ------------ |
| Finalistka    | 1. | 10 listopada 2013 | Tajpej   | Dywanowa (hala) | Alison Van Uytvanck | 4:6, 2:6     |
| Zwyciężczyni  | 1. | 29 listopada 2015 | Carlsbad | Twarda          | Nicole Gibbs        | 6:3, 7:6(4)  |

### Gra podwójna 4 (1–3)
| Końcowy wynik | Nr | Data             | Turniej       | Nawierzchnia | Partnerka       | Przeciwniczki                       | Wynik finału |
| ------------- | -- | ---------------- | ------------- | ------------ | --------------- | ----------------------------------- | ------------ |
| Zwyciężczyni  | 1. | 3 marca 2018     | Indian Wells  | Twarda       | Taylor Townsend | Jennifer Brady Vania King           | 6:4, 6:4     |
| Finalistka    | 1. | 22 kwietnia 2018 | Zhengzhou     | Twarda       | Naomi Broady    | Duan Yingying Wang Yafan            | 6:7(5), 3:6  |
| Finalistka    | 2. | 26 stycznia 2019 | Newport Beach | Twarda       | Taylor Townsend | Hayley Carter Ena Shibahara         | 3:6, 6:7(1)  |
| Finalistka    | 3. | 2 marca 2019     | Indian Wells  | Twarda       | Taylor Townsend | Kristýna Plíšková Jewgienija Rodina | 6:7(7), 4:6  |

## Występy w Turnieju WTA Tournament of Champions

### W grze pojedynczej
| Rok  | Rezultat     | Przeciwniczka                                                 | Wynik       |
| 2009 | Faza grupowa | Kimiko Date-Krumm wycofała się z turnieju przed drugim meczem | 7:6(5), 6:3 |